# Semiothisa amarata
Semiothisa amarata är en fjärilsart som beskrevs av Achille Guenée 1858. Semiothisa amarata ingår i släktet Semiothisa och familjen mätare. Inga underarter finns listade i Catalogue of Life.